# Synodontis koensis
Synodontis koensis és una espècie de peix de la família dels mochòkids i de l'ordre dels siluriformes que es troba a Costa d'Ivori.
Els mascles poden assolir els 14,8 cm de llargària total.